# Macaca maura
El macaco moro (Macaca maura) es una especie de primate catarrino de la familia Cercopithecidae endémica del sur de Célebes (Indonesia).